# Francis William Aston
Francis William Aston (Birmingham, 1 september 1877 – Cambridge, 20 november 1945) was een Brits schei- en natuurkundige die in 1922 de Nobelprijs voor Scheikunde kreeg "voor zijn ontdekking, door middel van zijn massaspectrograaf, van isotopen in een groot aantal niet-radioactieve elementen, en voor zijn uitspraken over de helenummerregel".

## Biografie
Aston werd geboren in Harborne, nu onderdeel van Birmingham, als derde kind in een gezin van zeven kinderen van William Aston en Fanny Charlotte Hollis. Hij genoot onderwijs aan de Harborne Vicarage School en Malvern College in Worcestershire. In 1894 begon hij zijn universitaire studie aan het Mason College (later onderdeel van de universiteit van Birmingham) waar hij natuurkunde kreeg van Poynting en scheikunde van Frankland en Tilden. In 1898 behaalde hij er zijn bachelordiploma in de scheikunde.
Hierna werkte hij een aantal jaren als scheikundige bij een lokale brouwerij en zette tegelijkertijd zijn experimenten voort in een klein laboratorium in zijn huis. In 1903 won hij een studiebeurs voor de universiteit van Birmingham en bij zijn onderzoek van gasontladingsbuizen ontdekte hij het fenomeen dat nu bekendstaat als de donkere ruimte van Aston (een donkere ruimte tussen de kathode en het kathodeglimlicht).
Na de dood van zijn vader en een reis rond de wereld in 1908 werd hij benoemd tot docent aan de universiteit van Birmingham. Op uitnodiging van Joseph John Thomson verhuisde hij in 1909 naar het Cavendish-laboratorium in Cambridge. Als assistent van Thomson deed hij onderzoek naar positieve stralen.
Aston gebruikte als eerste de methode van elektromagnetisch focusseren om atomen heel precies te 'meten' en slaagde erin om de massa van neonatomen te bepalen. In plaats van dat alle atomen van hetzelfde element dezelfde massa zouden hebben vond hij bij neonatomen twee verschillende massa's. Er zijn twee verschillende varianten, of isotopen, van neon, namelijk neon-20 en neon-22 die in verschillende verhoudingen voorkomen. Zijn ontdekking gaf een verklaring waarom twintig jaar eerder de atoommassa van neon op 20,2 was vastgesteld. In 1919 vond Aston de massaspectrograaf uit die het hem snel mogelijk maakte 212 van de 287 natuurlijk voorkomende isotopen te identificeren.
Zijn werk aan isotopen leidde ook tot de formulering van de helenummerregel, die stelt dat "als de massa van de zuurstofisotoop gedefinieerd is, alle andere isotopen massa's hebben die bijna hele getallen zijn"; een regel die veelvuldig gebruikt werd bij de ontwikkeling van atoomenergie.
De altijd vrijgezel gebleven Aston overleed op 68-jarige leeftijd te Cambridge.

## Erkenning
In 1920 werd hij onderscheiden met de Mackenzie Davidson Medal van de Röntgen Society. In 1921 werd hij benoemd tot Fellow van de Royal Societyen van dit genootschap ontving hij het jaar erop de Hughes Medal – in hetzelfde jaar dat hij de Nobelprijs voor de Scheikunde kreeg. In 1938 ontving hij de Royal Medal en in 1941 de Duddell Medal van de Physical Society.
Hij was erelid van zowel van de Russische Academie van Wetenschappen als van de Accademia dei Lincei, en mocht eredoctoraten in ontvangst van de universiteiten van Birmingham en Dublin.